# And I Have Been
And I Have Been è il terzo album in studio del musicista britannico Benjamin Clementine, pubblicato nel 2022.

## Tracce
Testi e musiche di Benjamin Clementine.
1. Residue – 3:13
2. Delighted – 3:02
3. Difference – 1:55
4. Genesis – 2:28
5. Gypsy, BC – 2:58
6. Atonement – 3:17
7. Last Movement of Hope – 5:57
8. Copening – 2:18
9. Weakend – 3:16
10. Auxiliary – 2:49
11. Lovelustreman – 2:45
12. Recommence – 3:24

## Formazione
- Benjamin Clementine – voce, chitarra, tastiera, piano, sintetizzatore, programmazioni
- Flo Morrissey – cori
- Axel Ekerman – basso
- Martha Montenegro – programmazioni
- The Akan Symphony Orchestra